# Водоміцність гірських порід
Водоміцність гірських порід (рос. водопрочность горных пород, англ. water stability of rock, rock's resistance to water; нім. Wasserbeständigkeit f der Gesteine n pl) — здатність гірських порід зберігати міцність при взаємодії з водою. Зниження міцності гірських порід зумовлене розклинюючим ефектом, який має місце при проникненні її в пори і тріщини, і набуханням окремих мінералів у породах. Ступінь зниження міцності гірських порід оцінюється коефіцієнтом розмокання, який дорівнює відношенню межі міцності при стисненні породи, максимально насиченої водою, до межі міцності в сухому стані. За величиною коефіцієнтом розмокання породи поділяються на: водоміцні, або водостійкі (Hр> 0,9), — базальти, граніти; зниженої водостійкості (0,7<Hр< 0,8) — пісковики, мармур; слабкостійкі (Hр<0,7) — вапняки, мергелі, вугілля; водонестійкі (Hр бл. 0) — глинясті вапняки, аргіліти, леси.